# Jan Wijnants

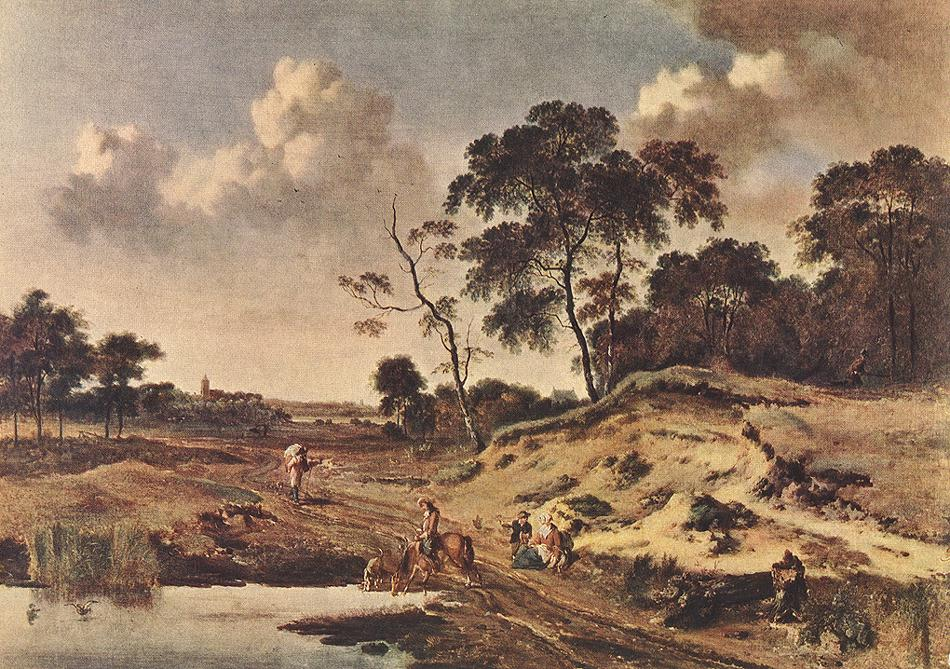
Pejzaż z diunami

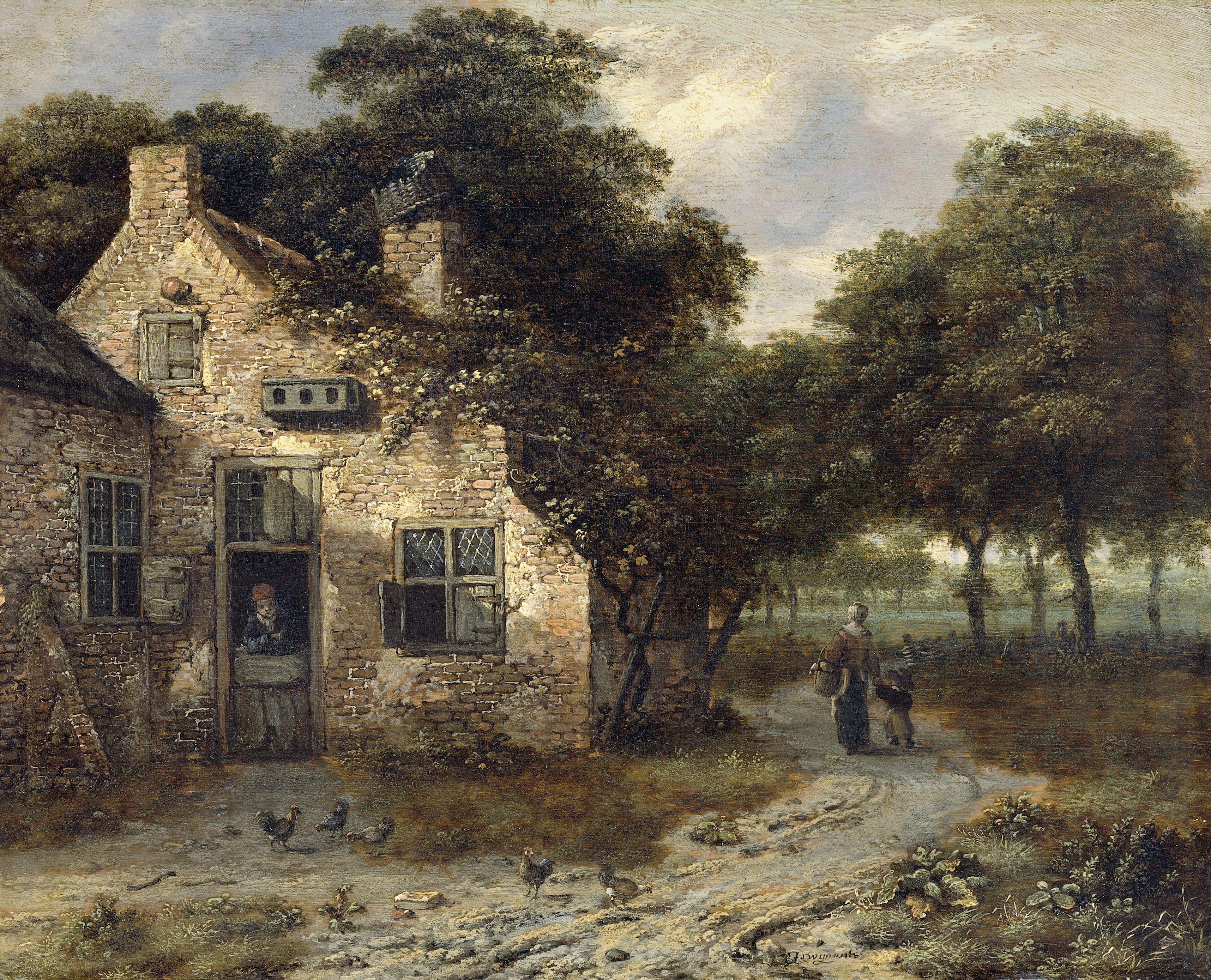
Wiejski dom

Jan Wijnants lub Wynants (ur. ok. 1632 w Haarlemie, pochowany 23 stycznia 1684 w Amsterdamie) – holenderski malarz barokowy, pejzażysta.

## Życiorys
Urodził się w rodzinie handlarza dziełami sztuki, obok malarstwa zajmował się także prowadzeniem oberży. Początkowo mieszkał i pracował w Haarlemie, a następnie od 1660 w Amsterdamie.
Jan Wijnants malował przede wszystkim pejzaże, były to nastrojowe i często udramatyzowane przestawienia okolic Haarlemu, najczęściej diuny z wijącą się pomiędzy nimi drogą. Współpracował często z innymi malarzami, którzy malowali dla niego sztafaże, m.in. Johannes Lingelbach i Philips Wouwerman. Duży wpływ na twórczość malarza miały początkowo prace Jacoba van Ruisdaela, a później italianistów holenderskich. Wśród uczniów artysty był Adriaen van de Velde. Z kolei jego twórczość miała wpływ na malarstwo krajobrazowe w XVIII wieku m.in. François Bouchera i Thomasa Gainsborougha.
Liczne obrazy Wijnantsa rozproszone są w galeriach i muzeach całej Europy m.in. w Rijksmuseum w Amsterdamie, Mauritshuis w Hadze, Ermitażu i Wallace Collection w Londynie.

## Wybrane prace
- Uschnięte drzewo, Londyn,
- Diuny, Amsterdam,
- Pasterz wśród ruin, Londyn,
- Droga wśród wydm, Haga,
- Przypowieść o miłosiernym Samarytaninie, Ermitaż, Petersburg.